# Tonle Sap (jezioro)
Tonle Sap – jezioro w Kambodży, w zachodniej części Niziny Kambodżańskiej; największe na Półwyspie Indochińskim. Bardzo zmienne pod względem stanu wody w zależności od pory roku; powierzchnia waha się od ok. 2,5 tys. w porze suchej do ok. 15 tys. km² w porze deszczowej. Głębokość wynosi od 0,2 do 14 m. Jezioro jest połączone przez rzekę Tônlé Sab z Mekongiem. Znajdują się na nim pływające wsie rybackie i liczne osiedla na palach.
Wkrótce po rozpoczęciu się pory deszczowej rzeka Tônlé Sab zmienia kierunek swego biegu i zaczyna płynąć wstecz, wtłaczając piętrzące się wody z Mekongu. Wówczas poziom wody jeziora gwałtownie się podnosi. Cofająca się rzeka Tônlé Sab nanosi do jeziora żyzne osady aluwialne; wpływają do niego również duże ilości ryb z Mekongu. W związku z tym jezioro jest jednym z najbardziej zasobnych w ryby słodkowodne akwenów na świecie. Roczne połowy wynoszą 170–210 tys. ton.

## Galeria

Tonlé Sap
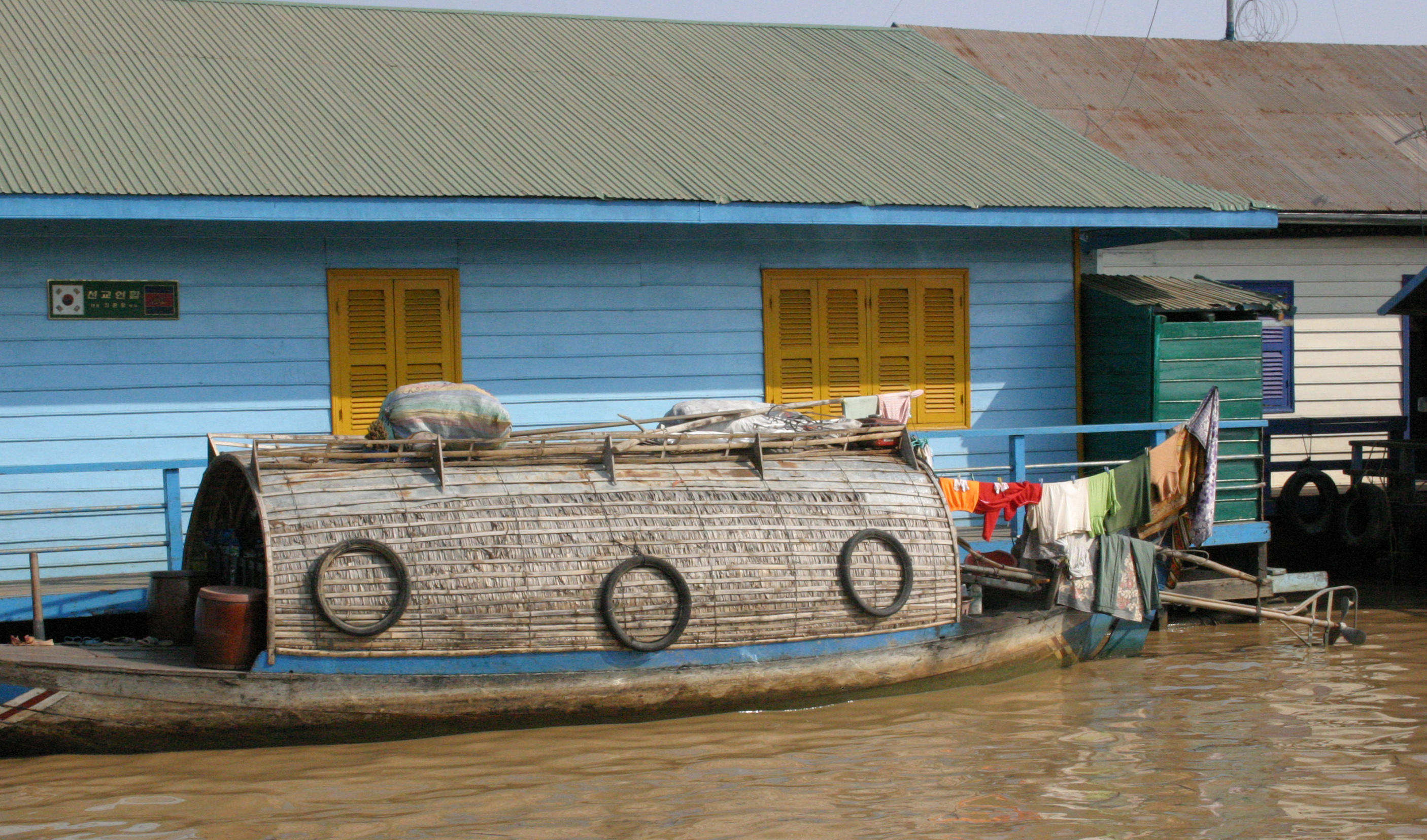
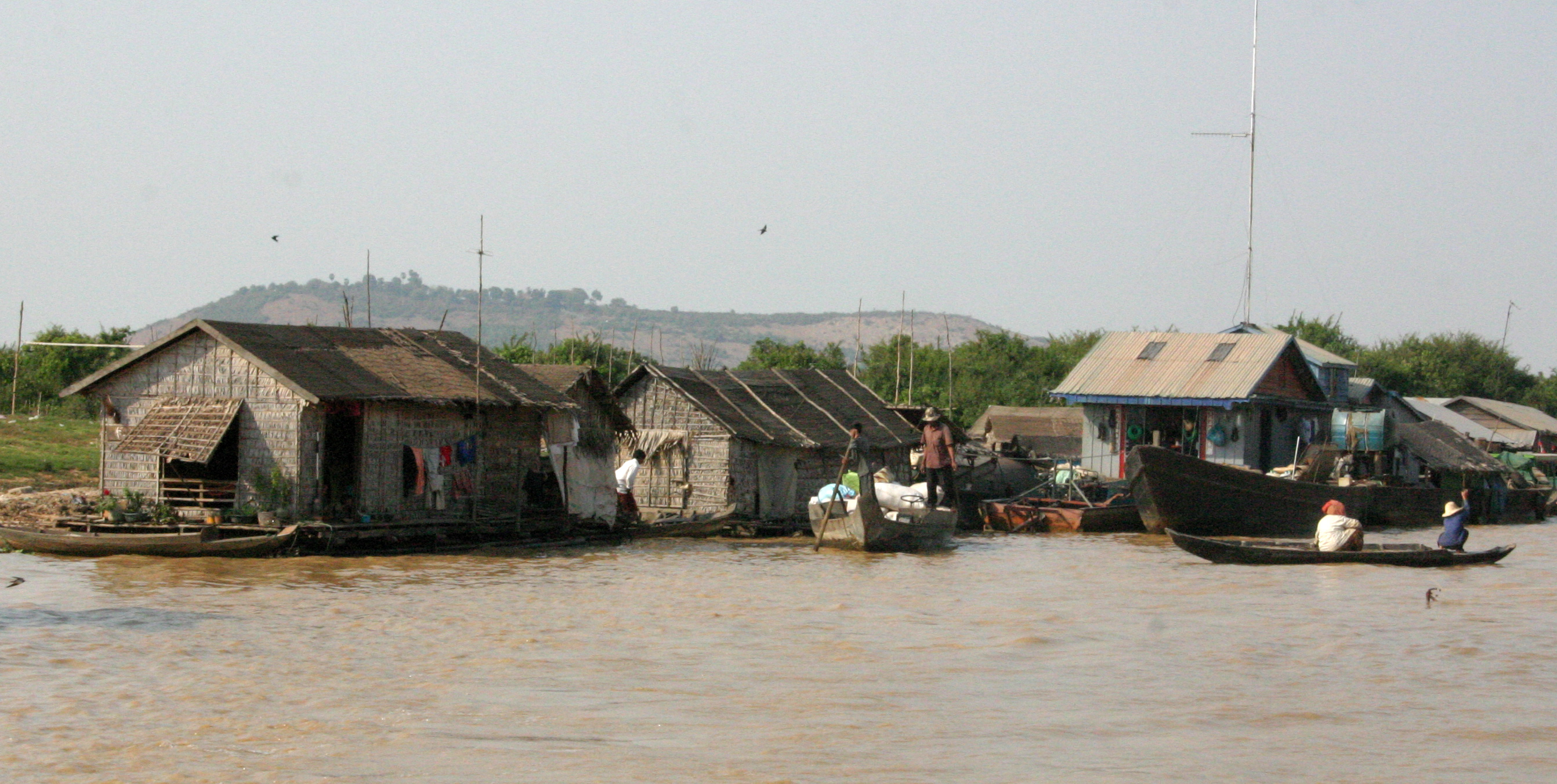
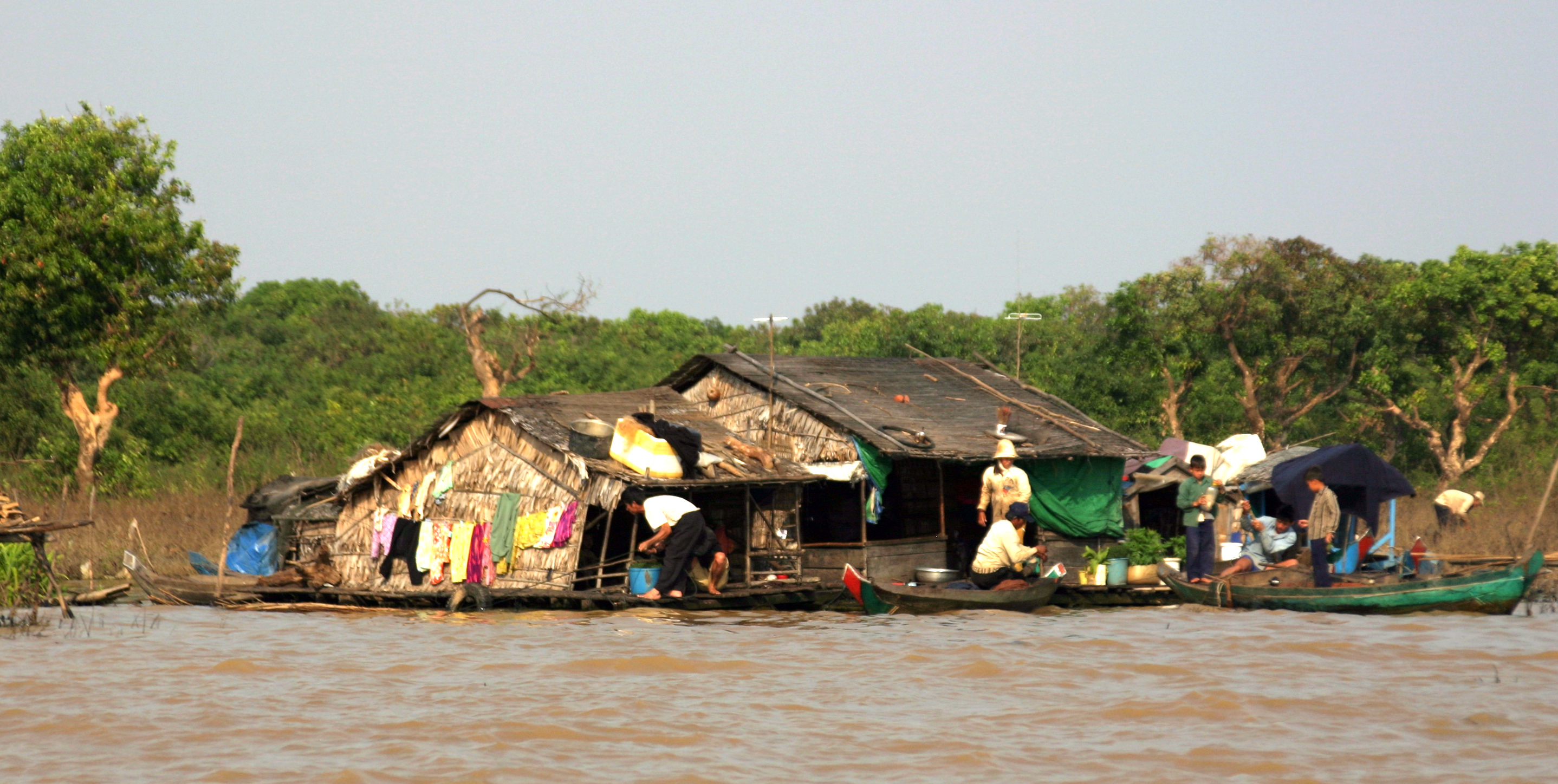
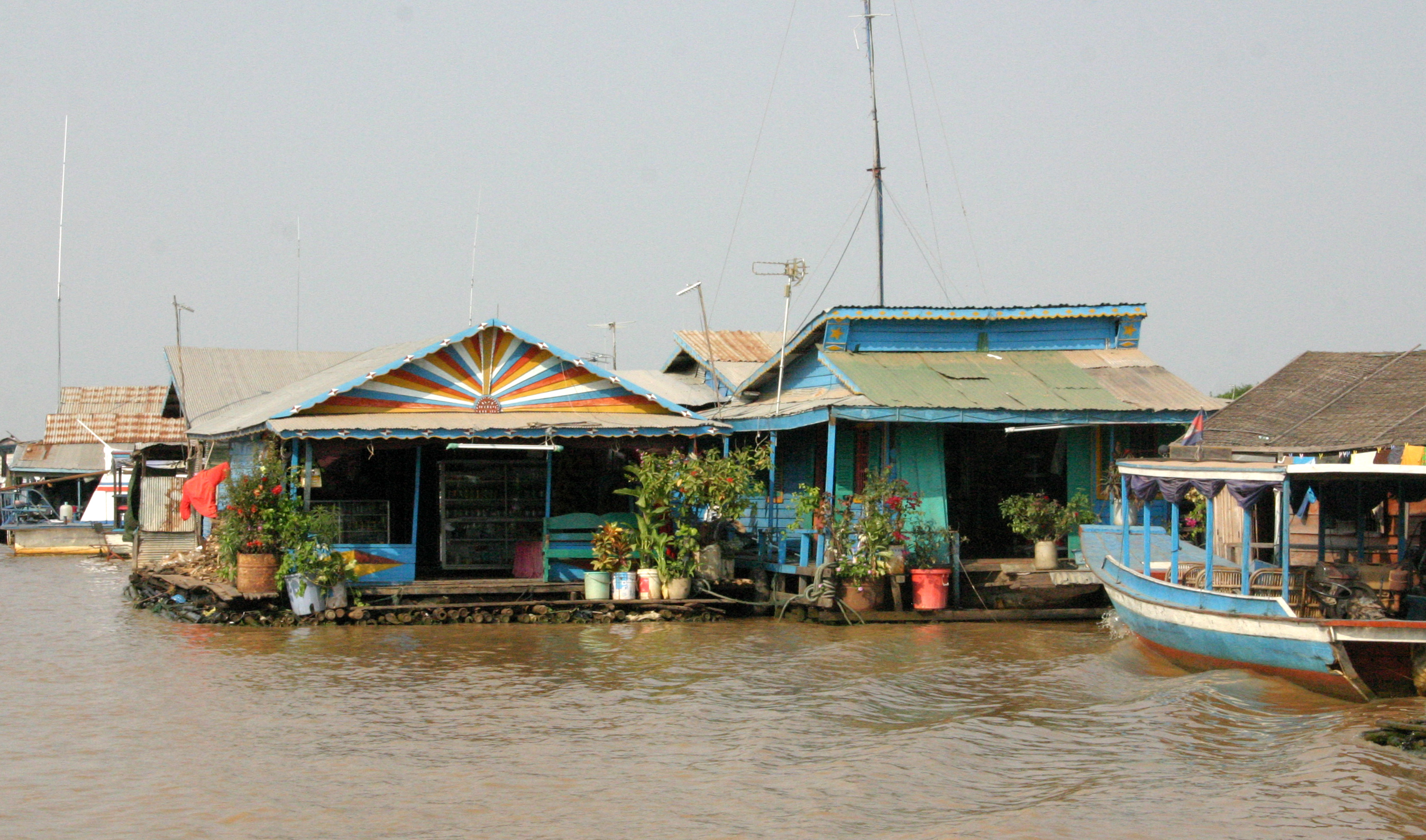
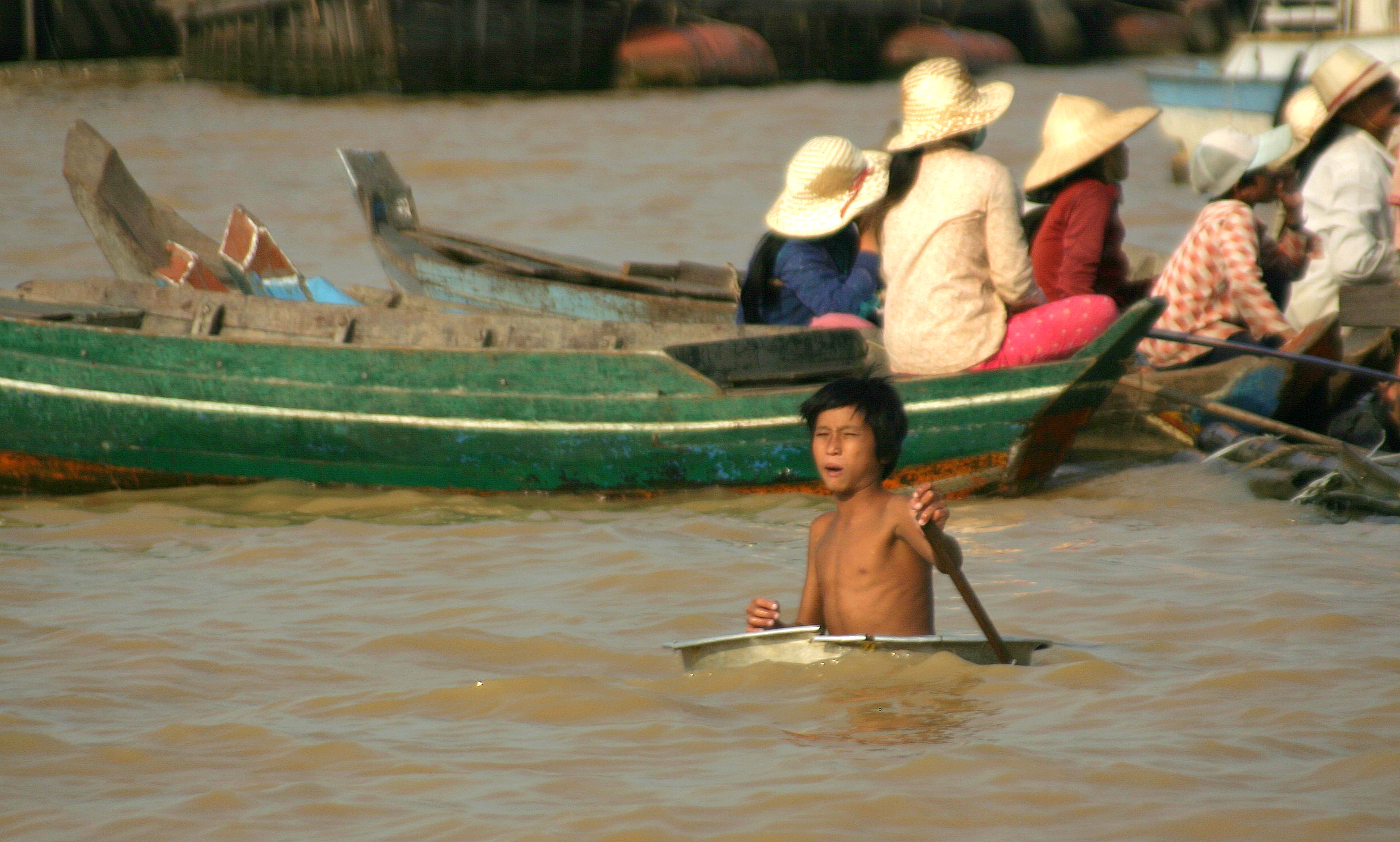
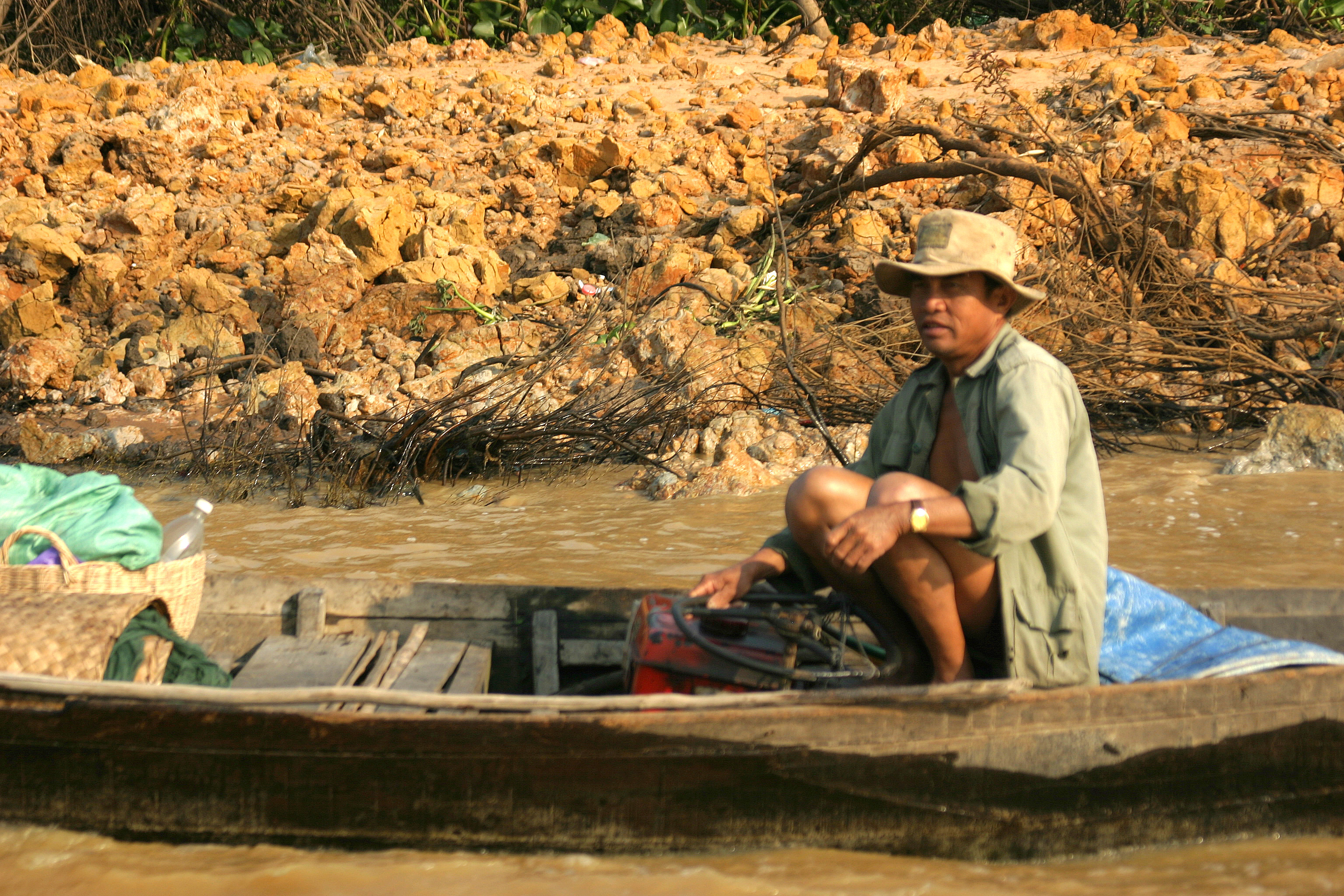
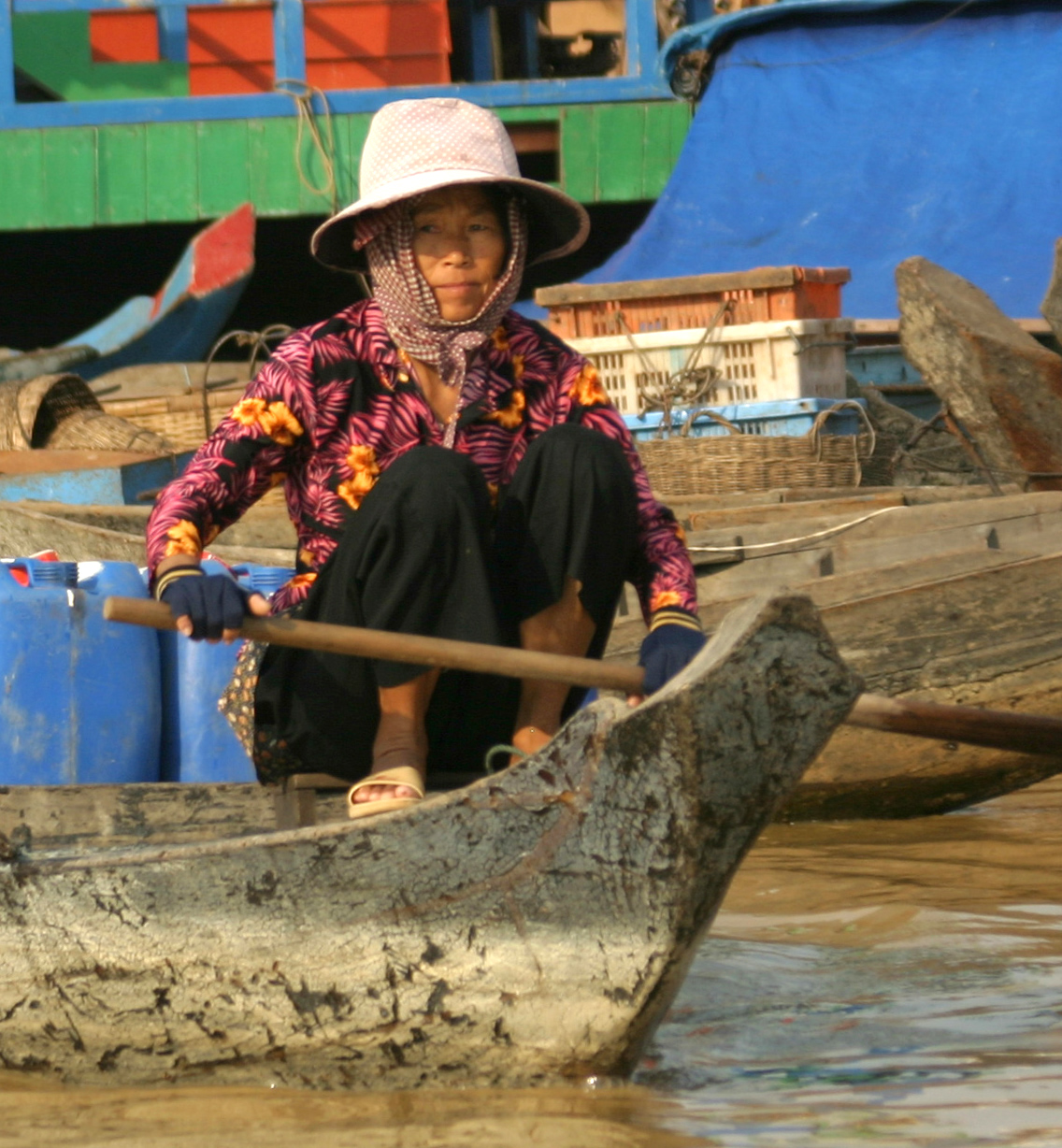
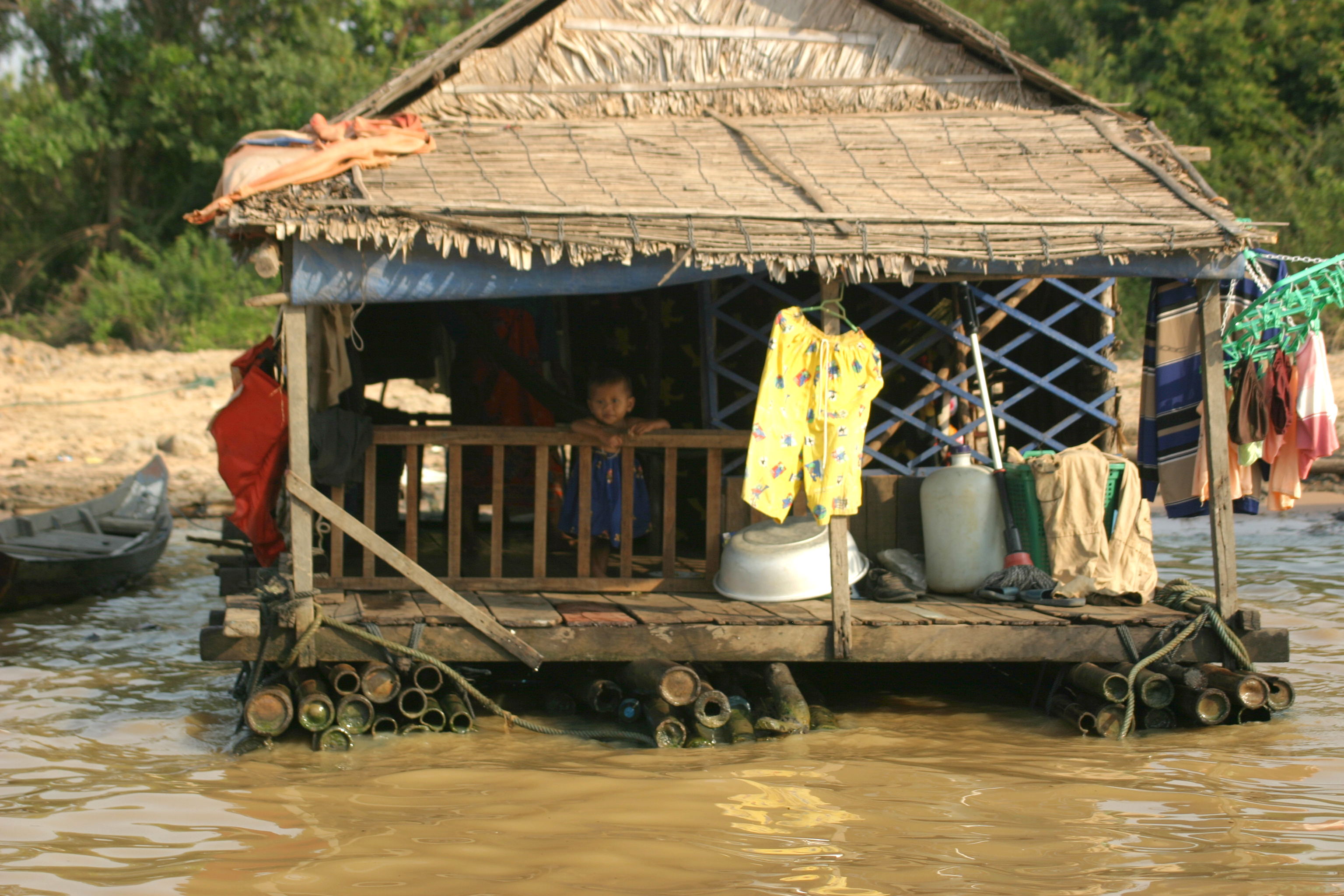